# Spot zoning
Pour les articles homonymes, voir Spot.
Le spot zoning est l’application du zonage à une petite parcelle de territoire ou à un seul terrain.  Le terme est généralement utilisé tel quel en français même si on parle parfois de « zonage ponctuel » ou de « rezonage parcellaire ».

## Explications
La nécessité du spot zoning vient du fait que, pour des fins d’équité, toute réglementation doit être générale et uniforme dans son application.  Dans le contexte nord-américain où le zonage s’est développé, la jurisprudence a permis que la prohibition de certains usages puisse être limitée à certaines rues, certaines zones.  Cependant, à l’intérieur d’une même zone, il ne peut y avoir discrimination entre les terrains.  Si un besoin légitime se fait sentir d’accorder une dérogation à une propriété ou à une petite partie de la zone existante, la règle de l’uniformité d’application oblige le conseil municipal à effectuer un spot zoning de cette propriété ou de cette partie de zone en créant une nouvelle zone.  
Étant donné que les usages permis sur un terrain ont un impact direct sur sa valeur, la légitimité d’une telle démarche est souvent mise en cause : « Plus la nouvelle zone est petite, plus les usages permis tranchent avec les usages environnants, plus la classification devient suspecte. » Cependant, la règlementation de zonage tirant sa légitimité de sa conformité à un schéma directeur préexistant, toute modification associable à du spot zoning doit s’évaluer à l’aune de cette conformité et de la préservation de l’intérêt général.
Le spot zoning est légitime et même nécessaire lorsqu’une municipalité doit corriger des problèmes non prévus lors de l’adoption de son règlement de zonage. Cependant, même lorsque légitime, un excès d’utilisation du spot zoning peut contrecarrer toute tentative de planification rationnelle de l’utilisation du sol. 
Un emploi illégitime est fait le plus souvent lorsque des élus municipaux, incités par le lobbying ou la corruption, utilisent le spot zoning pour favoriser un citoyen ou une entreprise. Les tribunaux ont maintes fois été appelés à se prononcer sur des litiges impliquant le spot zoning car c’est par ce moyen que s’exprime le mieux dans une municipalité les conflits entre l’intérêt individuel et l’intérêt collectif. Notons qu'au Canada, contrairement aux États-Unis, les cas soumis aux tribunaux ont plus souvent porté sur des spots zonings faits au détriment du propriétaire.
Pour les tribunaux, puisqu'un spot zoning peut être dans l'intérêt public même lorsqu'il favorise des intérêts privés (et même lorsque ces intérêts on travaillé la obtenir la modification), le vrai test est celui de la bonne foi des autorités. 

## L’autorité sur le zonage
Aux États-Unis où le zonage est d’abord apparu, l'outil a été conçu comme un exercice constitutionnel du police power d’un État et conséquemment, le spot zoning constitue un tel exercice de ce pouvoir par une autorité locale lorsque la loi de l’État le permet.  Il est par contre invalide lorsque la loi de l’État l’interdit. Notons que ces lois précisent que les règlements de zonage doivent être conformes à un plan directeur.

## La notion de dérogation
La dérogation est une permission de contrevenir à la réglementation générale imposée par le règlement de zonage.  Une dérogation n’est permise que lorsqu’un propriétaire subit un dommage substantiel qui ne pourrait être réparé autrement.  Si une autorité locale attribue une dérogation à un propriétaire qui ne souffre pas d’inconvénient important dû à la réglementation, sa légalité peut être contestée.